# Conus citrinus
Conus citrinus är en snäckart som beskrevs av Gmelin 1791. Conus citrinus ingår i släktet Conus och familjen kägelsnäckor. Inga underarter finns listade i Catalogue of Life.